# Heather Armitage
Pour les articles homonymes, voir Armitage.
Heather Joy Armitage, née le 17 mars 1933 et mariée Young, est une athlète britannique.

## Biographie
Elle a représenté le Royaume-Uni aux Jeux olympiques d'été de 1956 à Melbourne où elle remporta la médaille d'argent du relais 4 × 100 m avec Anne Pashley, Jean Scrivens et June Foulds. C'était un rang de mieux que quatre ans plus tôt et le bronze obtenu avec June Foulds, Sylvia Cheeseman et Jean Desforges.
En 1958, elle remportait trois médailles aux jeux de l'Empire britannique et du Commonwealth à Cardiff et était titrée la même année sur 100 m aux championnats d'Europe à Stockholm, devenant la première britannique titrée individuellement sur la piste à des championnats d'Europe.

## Palmarès

### Jeux olympiques d'été
- Jeux olympiques d'été de 1952 à Helsinki (Finlande)
  - éliminée en série sur 100 m
  -  Médaille de bronze en relais 4 × 100 m
- Jeux olympiques d'été de 1956 à Melbourne (Australie)
  - 6e sur 100 m
  - éliminée en demi-finale sur 200 m
  -  Médaille d'argent en relais 4 × 100 m

### Jeux de l'Empire britannique et du Commonwealth
- Jeux de l'Empire britannique et du Commonwealth de 1954 à Vancouver (Canada)
  - 6e sur 100 yard
  - 5e sur 220 yard
  -  Médaille d'argent en relais 440 yard
- Jeux de l'Empire britannique et du Commonwealth de 1958 à Cardiff (Royaume-Uni)
  -  Médaille d'argent sur 100 y
  -  Médaille de bronze sur 220 y
  - 6e sur 80 m haies
  -  Médaille d'or en relais 4 × 110 y

### Championnats d'Europe d'athlétisme
- Championnats d'Europe d'athlétisme de 1954 à Berne (Suisse)
  - 6e sur 100 m
- Championnats d'Europe d'athlétisme de 1958 à Stockholm (Suède)
  -  Médaille d'or sur 100 m

## Sources
- (en) Cet article est partiellement ou en totalité issu de l’article de Wikipédia en anglais intitulé « Heather Armitage » (voir la liste des auteurs).